# Madrid Masters 2002 - Qualificazioni singolare
Le qualificazioni del singolare  del Madrid Masters 2002 sono state un torneo di tennis preliminare per accedere alla fase finale della manifestazione. I vincitori dell'ultimo turno sono entrati di diritto nel tabellone principale. In caso di ritiro di uno o più giocatori aventi diritto a questi sono subentrati i lucky loser, ossia i giocatori che hanno perso nell'ultimo turno ma che avevano una classifica più alta rispetto agli altri partecipanti che avevano comunque perso nel turno finale.
Le qualificazioni del torneo Madrid Masters 2002 prevedevano 24 partecipanti di cui 6 sono entrati nel tabellone principale.

## Teste di serie
1. José Acasuso (ultimo turno)
2. Nicolas Escudé (primo turno)
3. Jan-Michael Gambill (Qualificato)
4. Jonas Björkman (primo turno)
5. Fabrice Santoro (Qualificato)
6. Julien Boutter (Qualificato)

1. Nicolas Kiefer (primo turno)
2. Agustín Calleri (Qualificato)
3. Vince Spadea (ultimo turno)
4. Taylor Dent (ultimo turno)
5. Fernando Vicente (Qualificato)
6. Hicham Arazi (primo turno)

## Qualificati
1. Fernando Vicente
2. André Sá
3. Jan-Michael Gambill

1. Agustín Calleri
2. Fabrice Santoro
3. Julien Boutter

## Tabellone

### Legenda
| - Q = Qualificato - WC = Wild card - LL = Lucky loser | - ALT = Alternate - SE = Special Exempt - PR = Protected Ranking | - w/o = Walkover - r = Ritirato - d = Squalificato |

### Sezione 1
|  | Primo turno | Primo turno       | Primo turno       | Primo turno | Primo turno |  |  | Ultimo turno | Ultimo turno     | Ultimo turno     | Ultimo turno | Ultimo turno |  |
|  |             |                   |                   |             |             |  |  |              |                  |                  |              |              |  |
|  | 1           | José Acasuso      | José Acasuso      | 6           | 6           |  |  |              |                  |                  |              |              |  |
|  |             | Fernando Meligeni | Fernando Meligeni | 4           | 1           |  |  | 1            | José Acasuso     | José Acasuso     | 4            | 0r           |  |
|  | 11          | Fernando Vicente  | Fernando Vicente  | 6           | 6           |  |  | 11           | Fernando Vicente | Fernando Vicente | 6            | 3            |  |
|  |             | David Sánchez     | David Sánchez     | 1           | 4           |  |  |              |                  |                  |              |              |  |

### Sezione 2
|  | Primo turno | Primo turno    | Primo turno    | Primo turno | Primo turno |  |  | Ultimo turno | Ultimo turno | Ultimo turno | Ultimo turno | Ultimo turno |  |
|  |             |                |                |             |             |  |  |              |              |              |              |              |  |
|  |             | André Sá       | André Sá       | 6           | 6           |  |  |              |              |              |              |              |  |
|  | 2           | Nicolas Escudé | Nicolas Escudé | 4           | 4           |  |  |              | André Sá     | 4            | 7            | 6            |  |
|  | 10          | Taylor Dent    | Taylor Dent    | 6           | 6           |  |  | 10           | Taylor Dent  | 6            | 5            | 4            |  |
|  |             | Federico Luzzi | Federico Luzzi | 4           | 2           |  |  |              |              |              |              |              |  |

### Sezione 3
|  | Primo turno | Primo turno         | Primo turno         | Primo turno | Primo turno |  |  | Ultimo turno | Ultimo turno        | Ultimo turno        | Ultimo turno | Ultimo turno |  |
|  |             |                     |                     |             |             |  |  |              |                     |                     |              |              |  |
|  | 3           | Jan-Michael Gambill | Jan-Michael Gambill | 6           | 6           |  |  |              |                     |                     |              |              |  |
|  |             | Adrian Voinea       | Adrian Voinea       | 3           | 4           |  |  | 3            | Jan-Michael Gambill | Jan-Michael Gambill | 6            | 7            |  |
|  |             | Nicolas Kiefer      | Nicolas Kiefer      | 6           | 7           |  |  |              | Nicolas Kiefer      | Nicolas Kiefer      | 2            | 63           |  |
|  | 7           | Guillermo Coria     | Guillermo Coria     | 4           | 62          |  |  |              |                     |                     |              |              |  |

### Sezione 4
|  | Primo turno | Primo turno     | Primo turno    | Primo turno | Primo turno |  |  | Ultimo turno | Ultimo turno    | Ultimo turno    | Ultimo turno | Ultimo turno |  |
|  |             |                 |                |             |             |  |  |              |                 |                 |              |              |  |
|  |             | Nicolás Massú   | Nicolás Massú  | 6           | 6           |  |  |              |                 |                 |              |              |  |
|  | 4           | Jonas Björkman  | Jonas Björkman | 4           | 1           |  |  |              | Nicolás Massú   | Nicolás Massú   | 2            | 1            |  |
|  | 8           | Agustín Calleri | 3              | 6           | 6           |  |  | 8            | Agustín Calleri | Agustín Calleri | 6            | 6            |  |
|  |             | Alberto Martín  | 6              | 3           | 4           |  |  |              |                 |                 |              |              |  |

### Sezione 5
|  | Primo turno | Primo turno             | Primo turno      | Primo turno | Primo turno |  |  | Ultimo turno | Ultimo turno    | Ultimo turno | Ultimo turno | Ultimo turno |  |
|  |             |                         |                  |             |             |  |  |              |                 |              |              |              |  |
|  | 5           | Fabrice Santoro         | Fabrice Santoro  | 6           | 6           |  |  |              |                 |              |              |              |  |
|  |             | Jacobo Diaz-Ruiz        | Jacobo Diaz-Ruiz | 3           | 2           |  |  | 5            | Fabrice Santoro | 6            | 4            | 7            |  |
|  | 9           | Vince Spadea            | 7                | 3           | 6           |  |  | 9            | Vince Spadea    | 1            | 6            | 63           |  |
|  |             | Joaquín Muñoz Hernández | 63               | 6           | 2           |  |  |              |                 |              |              |              |  |

### Sezione 6
|  | Primo turno | Primo turno       | Primo turno       | Primo turno | Primo turno |  |  | Ultimo turno | Ultimo turno   | Ultimo turno | Ultimo turno | Ultimo turno |  |
|  |             |                   |                   |             |             |  |  |              |                |              |              |              |  |
|  | 6           | Julien Boutter    | Julien Boutter    | 6           | 6           |  |  |              |                |              |              |              |  |
|  |             | Fernando Verdasco | Fernando Verdasco | 2           | 3           |  |  | 6            | Julien Boutter | 4            | 6            | 7            |  |
|  |             | Hicham Arazi      | 6                 | 2           | 6           |  |  |              | Hicham Arazi   | 6            | 4            | 63           |  |
|  | 12          | David Ferrer      | 4                 | 6           | 3           |  |  |              |                |              |              |              |  |